# MOXIE

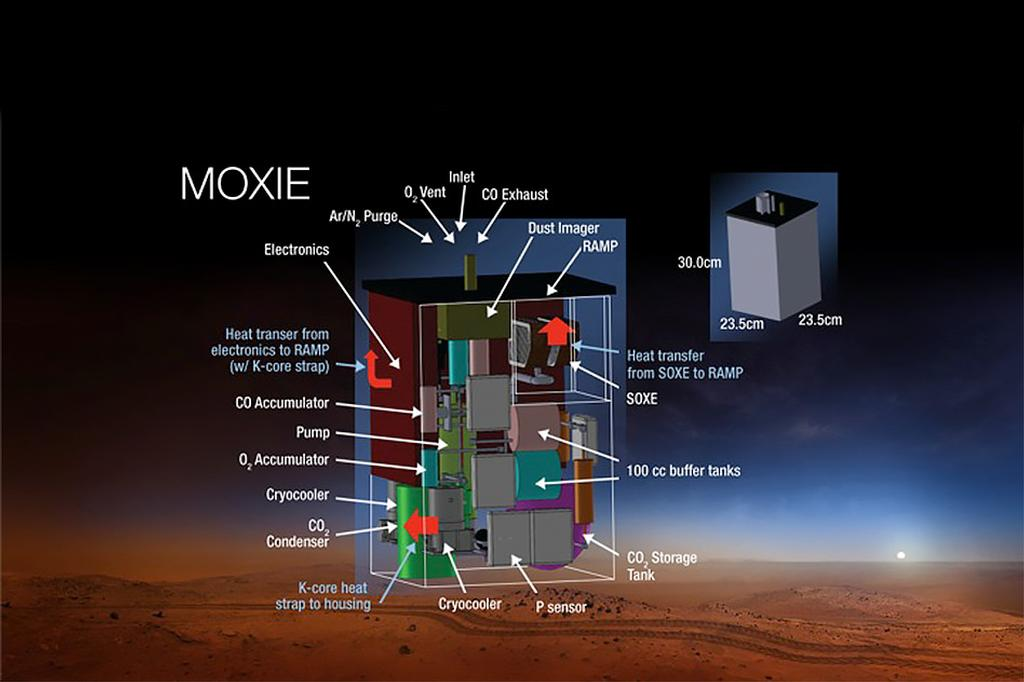
Schema dettagliato dei componenti di MOXIE

MOXIE, o Mars Oxygen ISRU Experiment, è uno strumento del rover Perseverance per testare la produzione di ossigeno sul pianeta Marte per future missioni umane.

## Dettagli tecnici
Lo strumento montato sul rover ha dimensioni ridotte, di 30 centimetri circa, e produrrà ossigeno per un test di 2 ore a un ritmo di 10 grammi all'ora usando una potenza di 300 W. La produzione avverrà direttamente dall'anidride carbonica dell'atmosfera di Marte per elettrolisi alla temperatura di 800 °C e alla pressione di un'atmosfera. L'ossigeno prodotto verrà prima analizzato per verificarne la purezza e poi espulso.

## Obiettivi futuri
Con il successo del test, la NASA potrebbe inviare uno strumento 100 volte più potente assieme ad un generatore termoelettrico a radioisotopi per la produzione a l'immagazzinamento di ossigeno in vista di future missioni umane dopo il 2030. Un tale strumento produrrebbe 2 chili d'ossigeno all'ora, necessari al fabbisogno di un piccolo team di persone, stimato in circa 0,84 kg al giorno a persona.
Il macchinario sarà dotato di sistemi di filtraggio delle polveri più efficienti in termini di massa e volume, sistemi di raccolta del gas più efficienti in termini di potenza, sistemi di sicurezza avanzati e filtri antipolvere autopulenti. Inoltre, potrebbe essere implementato l'uso di idrogeno per la rigenerazione delle celle o un sistema di acqua a ciclo chiuso per la co-elettrolisi. D'altra parte, un eventuale sistema ISRU di produzione di ossigeno su larga scala per una missione umana dovrà operare per un tempo totale significativamente più lungo rispetto al MOXIE in fase di test, il che potrebbe comportare un ulteriore degrado dei filtri, dei compressori e dei componenti dell'elettrolisi.
Le implementazioni future, forse meno limitate dallo spazio o dalla potenza, potrebbero scegliere un approccio integrato che utilizza la criogenia per la raccolta di CO₂, la separazione del prodotto gassoso e lo stoccaggio del gas liquefatto.
MOXIE potrebbe infine essere equipaggiato ad un sistema abitativo modulare come Marswell.
Il test completo di MOXIE si è concluso con successo il 6 Settembre 2023 quando lo strumento è stato azionato per l'ultima volta. In totale MOXIE è stato in grado di produrre 122 grammi di O₂ (ossigeno) in 16 accensioni per un totale di 12 ore di funzionamento complessivo; ottenendo un risultato molto più alto di quello inizialmente previsto.